# Barcă pneumatică

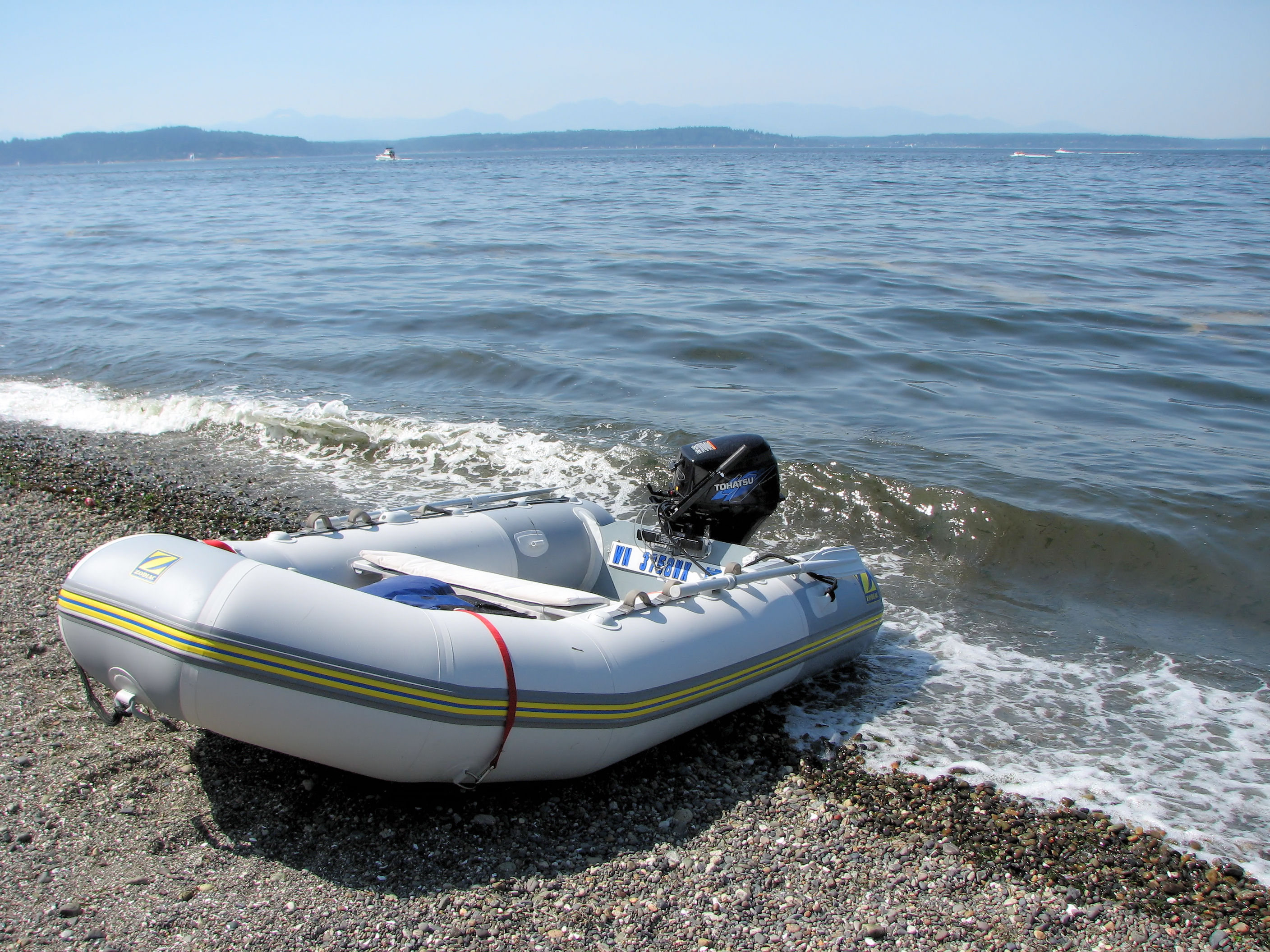
Barcă pneumatică la țărm

Barcă pneumatică sau gonflabilă este o ambarcațiune ușoară construită cu bordurile și prova din tuburi flexibile care conțin aer sub presiune. La pupa este montat un tablou rigid numit oglindă de care se fixează în afara bordului, unul sau două motoare de barcă.

## Istoric
În anul 1907, invenția lui Robert Fulton, cunoscută sub denumirea de Clarmont, devine prima barcă cu motor comercială din lume. 
Ole Evinrude, american de origine norvegiană, a finalizat primul motor outboard în 1907 pe care l-a patentat pe 22 august 1911.
Primele bărci gonflabile sunt concepute de Zodiac în anul 1920 care a produs primul său prototip în anul 1934.
În 1937, Pierre Debroutelle dezvoltă un nou model, în formă de U, cu tuburi de o parte și de alta, strămoșul adevărat al bărcilor moderne gonflabile Zodiac.
În 1952, tânărul Alain Bombard, de 27 de ani, din Insulele Canare, la bordul unei bărci pneumatice traversează Oceanul Atlantic și ajunge în siguranță, două luni mai târziu în Caraibe.

Această realizare a demonstrat fiabilitatea unei bărci pneumatice, în cele mai grele condiții. Rapid, barca pneumatică devine extrem de populară și acceptată ca un tip de ambarcațiune dintre cele mai sigure.

Prin cartea sa, Naufragé volontaire (Naufragiat de bunăvoie), publicată în 1958, el a dobândit o reputație internațională și, ulterior, participată la cercetarea și dezvoltarea diferitelor modele de bărci pneumatice, printre care și un model care-i poartă numele, Bombard. 
Jacques-Yves Cousteau a utilizat în mod constant bărcile pneumatice în aproape toate expedițiile sale.
După anul 1970 odată cu dezvoltarea motoarelor outboard, barca pneumatică devine tot mai populară, în special datorită potențialului lor ca bărci de salvare sau de agrement.

## Construcție
Barca pneumatică este construită din trei sau patru compartimente independente care pot conține, în funcție de lungime, 1 m3 de aer. Fundul este flexibil și confecționat din pânză specială rezistentă. Volumul de aer din compartimente poate asigura o flotabilitate pozitivă de 1 500 ... 2 500 de kgf și care poate atinge 5 000 kgf pentru bărcile cu lungimea de peste 5 m. Datorită acestei flotabilități crescute, o barcă pneumatică poate transporta o mare cantitate de echipament și pasageri, rămânând în stare de plutire chiar și pe mare agitată sau atunci când este parțial inundată.
Materiale de bază din care sunt construite bărcile pneumatice sunt diverse tipuri de cauciuc, cel mai adesea neopren, sau PVC (Policlorură de vinil) cu sau fără ranforsări textile.
Cauciucul este un material mult superior PVC-ului. PVC-ul prezintă dezavantajul major că în timp este serios afectat. De asemenea PVC este sensibil la radiațiile ultraviolete.
După modul în care sunt construite, bărcile pneumatice pot fi cu ranforsare simplă sau dublă (sandwich). 

### Bărci pneumatice cu ranforsare simplă
Acestea pot fi cu PVC în material textil, sau cu pânză lipită pe cauciuc (cauciuc pânzat)

#### PVC cu material textil
Barca este construită din materal textil sintetic, gros foarte durabil. În interior sunt camerele de aer din PVC. Acestea sunt accesibile prin fermoare, pot fi scoase sau reparate. 

#### Cauciuc pânzat
Un strat de cauciuc pe care este vulcanizată o ranforsare textilă, de obicei un strat subțire de bumbac. Este un material mult superior PVC-ului. Multe modele de bărci pneumatice mici, de cel mult 1-2 persoane sunt fabricate prin acest procedeu. 

### Bărci din material cu ranforsare dublă (sandwich)
Este un material textil gros acoperit pe ambele părți cu PVC sau cauciuc sintetic neopren. 
Acestea reprezintă de fapt și cele mai sigure bărci pneumatice. 

#### Ranforsare dublă din material textil
Un material textil gros, îmbrăcat pe ambele părți în PVC, se mai numește și PVC sandwich (PVCsw). Ranforsarea realizată prin lipire prezintă dezavantajul că PVC-ul eliberează chimicale care în timp atacă lipirea. Procedeul numit sudare la înaltă frecvență, elimină aceste neajunsuri. 

PVCsw reprezintă o variantă bună, majoritatea bărcilor pneumatice de mici dimensiuni fiind construite din PVCsw.

#### Ranforsare dublă din material cauciucat neopren
Materialul cauciucat neopren cu ranforsare textilă dublă poartă denumirea comercială de Hypalon.

În general Hypalon-ul este considerat a fi superior PVCsw pentru că este mai suplu, nu se întărește la frig, este mai rezistent la abraziune, mai rezistent la radiațiile UV și se repară mai ușor. 
Un alt tip de cauciuc ranforsat textil este Nytrilon, produs de firma Gumotex, cu un preț de cost mai scăzut și calități superioare Hypalon-ului.

## Utilizări
Inițial bărcile pneumatice au fost dezvoltate pentru a fi utilizate în marinele militare pentru transportul de mărfuri, armament etc. Cu timpul, datorită popularizării activităților nautice de agrement, numărul lor a crescut considerabil. De asemenea, multe agenții de salvare sau de paza coastei din întreaga lume au început să utilizeze bărci pneumatice, datorită multiplelor calități printre care stabilitatea, flotabilitatea și navigabilitatea.
Unele dintre multiplele aplicații ale bărcilor pneumatice de astăzi includ: navigație de agrement, activități nautice (schi nautic, scufundare, pescuit), căutare și salvare, patrulare, operațiuni militare speciale etc.

## Producători
- Avon
- Bombard
- Mercury Arhivat în 11 mai 2011, la Wayback Machine.
- Sea Eagle
- Wimbi Boats
- Zodiac
- Zar